# Lang & Heyne
Lang & Heyne ist eine deutsche Uhrenmanufaktur im Radeberger Stadtteil Ullersdorf. Sie produziert Uhren im Stil des sächsischen Uhrmacherhandwerks aus dem 18. und 19. Jahrhundert.

## Geschichte
Gegründet wurde Lang & Heyne im Jahre 2001 vom Uhrmacher-Meister Marco Lang (* 1971) und dem Lehrling Mirko Heyne. Heyne verließ 2002 das Unternehmen, der Name Lang & Heyne wurde allerdings beibehalten, denn in der Zwischenzeit hatte die Manufaktur die beiden Armbanduhrmodelle Friedrich August und Johann auf der Baselworld vorgestellt und den Verkauf begonnen.
Seit 2013 gehört Lang & Heyne ebenso wie Leinfelder Uhren aus München und die Uhren-Werke Dresden (UWD) zur Tempus Arte GmbH & Co. KG. Seit 2018 teilen sich die UWD und Lang & Heyne ein Gebäude.
Marco Lang ist seit 2005 Mitglied der Académie Horlogère des Créateurs Indépendants (AHCI), der Akademie selbständiger Uhrmacher. Er verließ das Unternehmen 2019.
Jens Schneider ist seit 2019 neuer Chefuhrmacher und Entwicklungsleiter, Geschäftsführer und CEO ist seit Juli 2020 Alexander Gutierrez Diaz.

## Produkte
Die Uhrenmanufaktur fertigt Uhren in Handarbeit, immer angelehnt an die Taschenuhren des 18. und 19. Jahrhunderts. Dabei werden die Rohbauteile im eigenen CNC-Bereich gefertigt und in Handarbeit beendet, wobei traditionelle sächsische Fertigungsmethoden zum Einsatz kommen.
Zwischen 100 und 200 Uhren werden pro Jahr ausgeliefert, angetrieben von nunmehr neun Manufakturkalibern. Die Fertigungstiefe liegt bei über 90 Prozent, nur wenige Einzelteile werden zugekauft, zudem Gehäuse, Bänder und Schließen.